# Colonia Pueblo Nuevo
Colonia Pueblo Nuevo, även Hacienda San Rosendo, är en ort i Mexiko, tillhörande kommunen Zumpango i delstaten Mexiko. Colonia Pueblo Nuevo ligger i den centrala delen av landet och tillhör Mexico Citys storstadsområde. Orten hade 809 invånare vid folkräkningen 2010.